# بيريل ميرسر
بيريل ميرسر (بالإنجليزية: Beryl Mercer)‏ هي ممثلة أمريكية، ولدت في 13 أغسطس 1882 بإشبيلية في إسبانيا، وتوفيت في 28 يوليو 1939 بسانتا مونيكا في الولايات المتحدة.

## أعمال

### أفلام
- (1930) كل شيء هادىء على الجبهة الغربية[4]
- (1931) إيست لين
- (1932) مبتسما للأبد
- (1933) الموكب
- (1933) ساحة بيركلي
- (1939) كلب آل باسكرفيل

## وصلات خارجية
- بيريل ميرسر على موقع IMDb (الإنجليزية)
- بيريل ميرسر على موقع قاعدة بيانات برودواي على الإنترنت (الإنجليزية)
- بيريل ميرسر على موقع قاعدة بيانات الفيلم (الإنجليزية)